# Summer Sanitarium Tour
Summer Sanitarium Tour è il dodicesimo tour del gruppo musicale statunitense Metallica, avvenuto nel corso dell'estate del 2000 negli Stati Uniti.
È stato uno dei tour a più alti incassi nell'estate del 2000 nonché l'ultimo dei Metallica prima che il bassista Jason Newsted lasciasse il gruppo nel 2001.

## Gruppi e musicisti presenti al tour
- Metallica
- Korn (con Mike Bordin, ex batterista per i Faith No More ed Ozzy Osbourne; aveva per un po' sostituito David Silveria, bloccato da una rottura al polso)
- Kid Rock
- Powerman 5000
- System of a Down